# Cristian Quintero (futbolista)
Cristian Josué Quintero Carvajal (Ciudad de Panamá, Panamá, 23 de mayo de 2000) es un futbolista panameño que juega como delantero en el Tauro Fútbol Club de la Primera División de Panamá.

## Trayectoria

### Tauro FC
Se formó en las categorías inferiores del Tauro FC y debutó profesional con el club fue el 25 de febrero del 2018 en la derrota 3 a 2 contra el Sporting SM en el Estadio Luis Ernesto Cascarita Tapia siendo suplente entrando al minuto 81 por Julio Sánchez. Quedó subcampeón del Torneo Clausura 2018 en donde jugó 2 partidos, estuvo de suplente en la Liga Concacaf 2018 llegando hasta semifinales, Salió campeón con el club del Torneo Apertura 2018 en donde jugó 4 partidos, en el Torneo Clausura 2019 jugó 7 partidos llegando hasta semifinales, fue suplente en la Liga Concacaf 2019 quedándose en los octavos de final, salió campeón del Torneo Apertura 2019 en donde jugó 14 partidos y anotó 1 gol, en el Torneo Apertura 2020 jugó 8 partidos y anotó 4 goles no se terminó el torneo porque se canceló por el COVID 19, jugó 1 partido en la Liga Concacaf 2020 en donde se quedaron en los octavos de final, en el Torneo Clausura 2020 en donde jugó 8 partidos llegando hasta semifinales, en el Torneo Apertura 2021 jugó 13 partidos y anotó 1 gol, salió campeón del Torneo Clausura 2021 en donde jugó 15 partidos y anotó 3 goles. En el Torneo Apertura 2022 jugó 19 partidos y anotó 3 goles llegando hasta semifinales.

### La Luz FC
El 1 de julio de 2022 fue anunciado su cesión a la La Luz FC. Debutó con el club el 24 de julio de 2022 en el empate 0 a 0 contra el Central Español Fútbol Club en el Estadio Parque Palermo siendo suplente entrando al minuto 65 por Juan Quintana, fue subcampeón de la Copa AUF Uruguay 2022, fue subcampeón del Campeonato Uruguayo de Segunda División 2022 en donde jugó 10 partidos y anotó 2 goles, con este subcampeonato logró el ascenso con La Luz a la primera división de Uruguay para la temporada 2023. En el Campeonato Uruguayo de Primera División 2023 jugó 14 partidos.

### Tauro FC
El 29 de junio de 2023 fue anunciado su regreso al club donde se formó el Tauro Fútbol Club. Disputó su primer partido después de su cesión el 30 de julio de 2023 en la victoria 2 a 1 contra el Potros del Este en el Estadio Rommel Fernández siendo suplente entrando al minuto 63 por Omar Browne. Fue subcampeón del Torneo Clausura 2023 en donde jugó 16 partidos y anotó 2 goles. Salió campeón del Torneo Apertura 2024 en donde derrota 2 a 0 al CD Plaza Amador en el Estadio Rommel Fernández en donde fue suplente y entró al minuto 63 por Ramsés De León dando la asistencia del segundo gol, en donde jugó 16 partidos y anotó 3 goles.

## Selección nacional

### Selección absoluta
Hizo su debut con la selección absoluta el 16 de enero de 2022 en el empate 1 a 1 contra Perú en un partido amistoso en el Estadio Nacional del Perú siendo titular jugando hasta el minuto 77.

## Clubes
| Club      | País    | Año       |
| --------- | ------- | --------- |
| Tauro FC  | Panamá  | 2018-2022 |
| La Luz FC | Uruguay | 2022-2023 |
| Tauro FC  | Panamá  | 2023-act. |

## Palmarés

### Títulos nacionales
| Título           | Club     | País   | Año    |
| ---------------- | -------- | ------ | ------ |
| Primera División | Tauro FC | Panamá | 2018-A |
| Primera División | Tauro FC | Panamá | 2019-A |
| Primera División | Tauro FC | Panamá | 2021-C |